# Jikideshi
Dans le domaine des arts martiaux japonais, un jikideishi (直弟子) est un élève particulier, bien souvent déjà lui-même professeur, à qui le maître propose un enseignement plus approfondi. Jikideshi se traduit par « élève personnel », proche ou direct, et est un terme utilisé pour les étudiants qui font preuve d'engagement et de dévouement à leur maître et/ou à l'école.

## Exemples

### Karaté
- Tatsuo Suzuki (1928-2011), jikideshi de sensei Hironori Ōtsuka (1892-1982), de 1945 à 1956
- Jon Wicks, jikideshi de sensei Tatsuo Suzuki (1928-2011), chef instructeur mondial de la WIKF

### Aikido
- Kenji Shimizu, dernier jikideshi de O'sensei Morihei Ueshiba (1883-1969)